# Giordano Ferrari
Giordano Ferrari (23 gennaio 1956) è un ex altista italiano, attivo negli anni settanta.

## Biografia
Nel 1974 partecipò ai Campionati europei dove giunse decimo con la misura di 2,10 m dopo aver saltato 2,14 in qualificazione.
Nel 1975, saltando 2,20 m, eguagliò il primato italiano che apparteneva a Enzo Del Forno. Nello stesso anno conquistò la medaglia d'oro ai Giochi del Mediterraneo con 2,16 m, stessa misura di Del Forno.

## Palmarès
| Anno | Manifestazione          | Sede   | Evento        | Risultato | Prestazione | Note |
| ---- | ----------------------- | ------ | ------------- | --------- | ----------- | ---- |
| 1975 | Giochi del Mediterraneo | Algeri | Salto in alto | Oro       | 2,16 m      |      |